# A Bouça
A Bouça (oficialmente La Bouza em espanhol) é um município raiano da Espanha na província de Salamanca, comunidade autónoma de Castela e Leão, de área 14,57 km² com população de 63 habitantes (2007) e densidade populacional de 4,63 hab/km².
Um falar galaico-português conservou-se vivo, até ao século XX, entre os habitantes da localidade.

## Demografia
| Variação demográfica do município entre 1991 e 2004 | Variação demográfica do município entre 1991 e 2004 | Variação demográfica do município entre 1991 e 2004 | Variação demográfica do município entre 1991 e 2004 |
| --------------------------------------------------- | --------------------------------------------------- | --------------------------------------------------- | --------------------------------------------------- |
| 1991                                                | 1996                                                | 2001                                                | 2004                                                |
| 79                                                  | 72                                                  | 67                                                  | 68                                                  |